# Onosma liparioides
Onosma liparioides är en strävbladig växtart som beskrevs av Dc. Onosma liparioides ingår i släktet Onosma och familjen strävbladiga växter. Inga underarter finns listade i Catalogue of Life.